# Анкаршерна, Корнелиус
Корнелиус Анкаршерна (Тейссен) (швед. Cornelius Anckarstjerna (Thyssen); 25 января 1655, Стокгольм — 21 апреля 1714, Кнутсторп, Мальмёхус) — шведский адмирал.

## Биография
Родился 25 января 1655 года в Стокгольме в семье капитана Дидрика Тейссена. Получил довольно поверхностное образование. В совсем ещё юном возрасте поступил на военно-морскую службу.
В сражении у Мёна, произошедшем 1 июня 1677 года, Тейссен командовал 74-пушечным судном «Кальмар кастелль», которое после ожесточённого боя было вынуждено спустить флаг. Однако Тиссенс приказал выстрелами из орудия пробить днище корабля, и тот пошёл ко дну, так и не доставшись датчанам.
В двадцатитрёхлетнем возрасте он был произведён в майоры и получил дворянство, приняв фамилию Анкаршерна. В 1680 году его произвели в шаутбенахты, а в 1692 году он сделался адмиралом и получил баронский титул.
В начале Северной войны Анкаршерна возглавлял эскадру, прикрывавшую высадку Карла XII на Зеландию (октябрь 1700 года), а затем переправил короля в Лифляндию. В 1705 году он командовал флотом, предназначенным для высадки на остров Ретусари (Котлин), уничтожения построенного на нём русского форта Кроншлот и последующего разорения Санкт-Петербурга. Однако бомбардировки Кроншлота оказались безуспешными, а высаженный им на остров десант был немедленно уничтожен русскими (см. Оборона Котлина (1704—1705)).
Вышел в отставку в 1712 году и умер 21 апреля 1714 года в своём имении Кнутсторп в Сконе.

## Семья
Был дважды женат: первым браком на Элисабет Крёгер, вторым на Маргарете Спарре.